# Woods Landing-Jelm
Woods Landing-Jelm è un census-designated place degli Stati Uniti d'America, situato nella Contea di Albany dello stato del Wyoming. Nel censimento del 2000 la popolazione era di 100 abitanti.

## Geografia fisica
Secondo i rilevamenti dell'United States Census Bureau, la località di Woods Landing-Jelm si estende su una superficie di 41,5 km², tutti occupati da terre.

## Popolazione
Secondo il censimento del 2000, a Woods Landing-Jelm vivevano 100 persone, ed erano presenti 25 gruppi familiari. La densità di popolazione era di 2,4 ab./km². Nel territorio comunale si trovavano 86 unità edificate. Per quanto riguarda la composizione etnica degli abitanti, il 93,00% era bianco, il 2,00% proveniva dall'Asia, l'1,00% apparteneva ad altre razze e il 4,00% a due o più. La popolazione di ogni razza ispanica corrispondeva all'1,00% degli abitanti.
Per quanto riguarda la suddivisione della popolazione in fasce d'età, il 19,0% era al di sotto dei 18, il 2,0% fra i 18 e i 24, il 29,0% fra i 25 e i 44, il 46,0% fra i 45 e i 64, mentre infine il 4,0% era al di sopra dei 65 anni di età. L'età media della popolazione era di 45 anni. Per ogni 100 donne residenti vivevano 117,4 maschi.